# Ivy (chanson de Frank Ocean)
Pour les articles homonymes, voir Ivy.
Ivy (signifiant lierre en français) est une chanson de le chanteur  de R&B américain Frank Ocean, sorti en tant que deuxième morceau de son deuxième album studio Blonde (2016). La chanson contient une guitare minimaliste et incarne le rock indépendant, l'avant-R&B et la pop guitare, avec ses paroles nostalgiques explorant les souvenirs d'un amour perdu.
Ocean a écrit la chanson avec un collaborateur fréquent, Malay Ho, et l'a produite avec Om'Mas Keith et l'ancien multi-instrumentiste de Vampire Weekend, Rostam Batmanglij, dont ce dernier a également arrangé la chanson. Les guitares sont interprétées par un musicien crédité sous le nom de Fish.
La chanson est apparue sur plusieurs listes de fin d'année, certains critiques le décrivant comme l'un des meilleurs travaux d'Ocean, et se classait au numéro 80 du palmarès Billboard Hot 100, bien qu'il ne soit pas sorti en single.

## Historique
Ocean a interprété la chanson pour la première fois lors d'un concert à Munich, en juin 2013, aux côtés de "Seigfried", qui apparaîtra également plus tard dans Blonde. La version jouée en direct différait considérablement de la piste incluse sur Blonde, incorporant un style jazz non évident dans l'enregistrement en studio, ainsi que des personnes grammaticaux différents dans les sections de la piste.

## Personnel
- Frank Ocean – la production
- Om'Mas Keith – la production
- Rostam Batmanglij – la production, l'arrangement
- Fish – les guitares

## Certifications
| Région                                                                     | Certification | Ventes/Streams |
| -------------------------------------------------------------------------- | ------------- | -------------- |
| Danemark (IFPI)                                                            | Or            | 0^             |
| Royaume-Uni (BPI)                                                          | Argent        | 0^             |
| xNon précisé par la certification ‡ventes/streaming selon la certification |               |                |